# Euboictis
Euboictis — вимерлий рід котовидих ссавців. Скам'янілості знайдено в таких країнах: Греція. Описано такі види: Euboictis aliverensis.